# Sergio Vázquez
Sergio Fabian Vázquez est un ancien footballeur argentin né le 23 novembre 1965 à Buenos Aires qui est devenu entraîneur.

## Biographie
Vázquez, défenseur latéral ou central, a joué dans la majorité sa carrière dans des clubs argentins et chiliens. Il commence en 1985 au Club Ferro Carril Oeste jusqu'en 1991 où il signe au Racing Club de Avellaneda où il n'y restera que quelques mois avant d'opter pour Rosario Central avant de changer une nouvelle fois de club en 1993 pour rejoindre le club chilien de Universidad Católica. Il retourne en Argentine en 1996 à Banfield avant de s'exiler au Japon et plus précisément à Avispa Fukuoka, club dans lequel il achèvera sa carrière en 1997 à 32 ans.
Il disputa la World Cup 94 avec l'Argentine mais il resta sur le banc durant toute la compétition, ne jouant pas une minute.

## Palmarès
- Copa América 1991 avec l'Argentine
- Copa América 1993 avec l'Argentine
- Copa Interamericana 1994
- Copa Chile Champions 1995
- 30 sélections avec l'Argentine entre 1991 et 1994

## Carrière d'entraîneur
Sergio devient en 2005, l'entraîneur d'un club de quatrième division argentine, Villa Dálmine mais il reste en poste moins d'un an.
Le 16 décembre 2006, il annonce qu'il devient le nouvel entraîneur du Club Deportivo Armenio, un club de troisième division mais il est remplacé après seulement cinq matchs dans le tournoi de clôture 2007. 